# Otto Skall

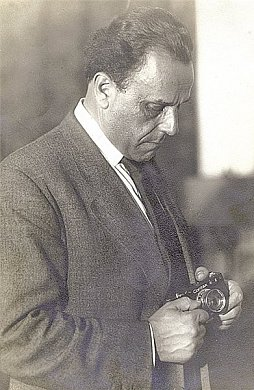
Selbstporträt mit Contax (1935)

Otto Skall (geboren 10. Februar 1884 in Prag, Österreich-Ungarn; gestorben 24. Januar 1942 ebenda) war ein tschechisch-österreichischer Fotograf.

## Leben
Otto Skall wuchs in Prag auf und arbeitete als Buchhalter. Er zog 1914 der Liebe wegen nach Lemberg und heiratete dort 1914 Helene Schein. Nach Kriegsausbruch flohen sie vor der russischen Eroberung Ostgaliziens in den Westen. In Wien wurde 1915 ihr Sohn Heinz geboren, der als Student 1933 nach Italien zog und dort blieb. Die Ehe ging 1918 auseinander, und Skall heiratete die Wienerin Augustine Mandler, auch sie war jüdischer Herkunft, sie schrieb Filmrezensionen und veröffentlichte 1937 einen Fortsetzungsroman. Ab 1920 war Otto Skall in Wien gemeldet. Er wohnte in der Vegagasse im 19. Bezirk. Skall war mit der Wiener Atelierfotografin Trude Fleischmann befreundet, die ihn wahrscheinlich ermutigt hat, den Beruf zu wechseln. In der Zeit von 1925 bis 1938 arbeitete er als Pressefotograf und zeigte außerdem Interesse an der künstlerischen Arbeit mit der Fotografie. Ende der 1920er Jahre entstanden seine ersten Theateraufnahmen, u. a. in Max Reinhardts Theater in der Josefstadt. Skall nutzte die sich schnell entwickelnden technischen Möglichkeiten des Fotoapparats und fotografierte die lebendige, nicht gestellte Szene mit einer kleinformatigen, lichtstarken Kamera direkt vor Ort. Ein Beispiel seiner Arbeit ist die Fotoreportage über das Tanzstück Fridolins erste Liebe der Schweizer Ausdruckstänzerin Trudi Schoop im Jahr 1935.
Er fotografierte in den folgenden Jahren viele Schauspielstars, Tänzerinnen und Musiker (u. a. Lotte Lehmann, Arturo Toscanini und Alban Berg). Regelmäßig berichtete er in den 1930er Jahren von den Salzburger Festspielen und vom Wiener Opernball.
Skall bereiste mit seiner Frau Italien und brachte seine Fotos in Zeitungen und Zeitschriften unter, 1935 produzierte er eine Reportageserie mit dem Titel Zu zweit an die Grenzen Europas. Die Texte schrieb häufig Gustl Skall, die auch Fleischmanns Reportagen betextete. In Österreich fotografierte er Reportagen aus dem trivialen Alltagsleben, aber auch Sozialreportagen. 1937 illustrierte er ein Interview mit Thomas Mann, als dieser die tschechische Stadt Proseč besuchte, die ihm die tschechoslowakische Staatsbürgerschaft vermittelt hatte.
Skall war in seiner Fotoästhetik ein Vertreter der Moderne, aber kein Anhänger der radikalen Avantgarde. Zu dem Freundeskreis in Wien gehörten neben Trudi Fleischmann die Fotografin Dora Horovitz, die Schriftsteller Elias Canetti und Veza Canetti, die Pädagogin Eugenie Schwarzwald, der Journalist Hans Oplatka und der Zeichner Bil Spira.
Nach dem Anschluss Österreichs an das Deutsche Reich im März 1938 floh das Paar in die Tschechoslowakei und wohnte in einem kleinen Zimmer in Prag. Aber die CSR geriet bei der Zerschlagung der Tschechoslowakei im März 1939 ebenfalls unter die nationalsozialistische Herrschaft. Skall begann eine Zusammenarbeit mit dem Prager Fotografen Miroslav Hàk, konnte dann aber wegen des Berufsverbots nur noch in der Illegalität von Porträtaufträgen und Fotografierunterricht leben. Eine Ausreise in die USA, wo zwei Brüder Gustis lebten, die ihnen auch die Affidavits verschafften, oder auch ein Transfer nach Shanghai scheiterte an den fehlenden finanziellen Mitteln und der verstreichenden Zeit.
Skall beging zusammen mit seiner Frau Auguste Skall Anfang 1942 Suizid, als das Ehepaar in das Ghetto Theresienstadt deportiert werden sollte. Sie sind im Familiengrab auf dem Olšanské hřbitovy im Prager Stadtteil Olšany beerdigt.
Der Sohn Heinz Skall, der als Jude in Italien ebenfalls verfolgt wurde, überlebte die Zeit und rettete einige Bilder des Vaters in die Nachkriegszeit.

## Namensvetter
Es gab offenbar, einer Parteienanhörung im Jahr 2004 vor dem Claims Resolution Tribunal (CRT) zufolge, zwei Personen mit dem Namen Otto Skall in Wien, neben dem aus Prag stammenden Fotografen noch einen Wiener Einzelhändler, der 1886 geboren wurde und 1942 in Lemberg Opfer des Holocaust wurde. Das CRT entschied daher salomonisch, dass der Entschädigungsbetrag des ohnehin nurmehr fiktiven Schweizer Kontos „eines Otto Skall aus Wien“ zu gleichen Teilen an die beiden Familien aufzuteilen sei.  Samanta Benito-Sanchez schien 2009 in ihrer Wiener Magisterarbeit die beiden Lebensläufe zu vermischen, um dann für den Fotografen zu konstatieren, dass die Angaben der [2009] noch lebenden Verwandten zu seinen Sterbedaten unterschiedlich seien. Seit der 2013 in Zusammenarbeit mit der Enkelin veröffentlichten Biografie Skalls durch Roberto Lughezzani sollte es über die Vita des Fotografen größere Sicherheit geben.

Fotos
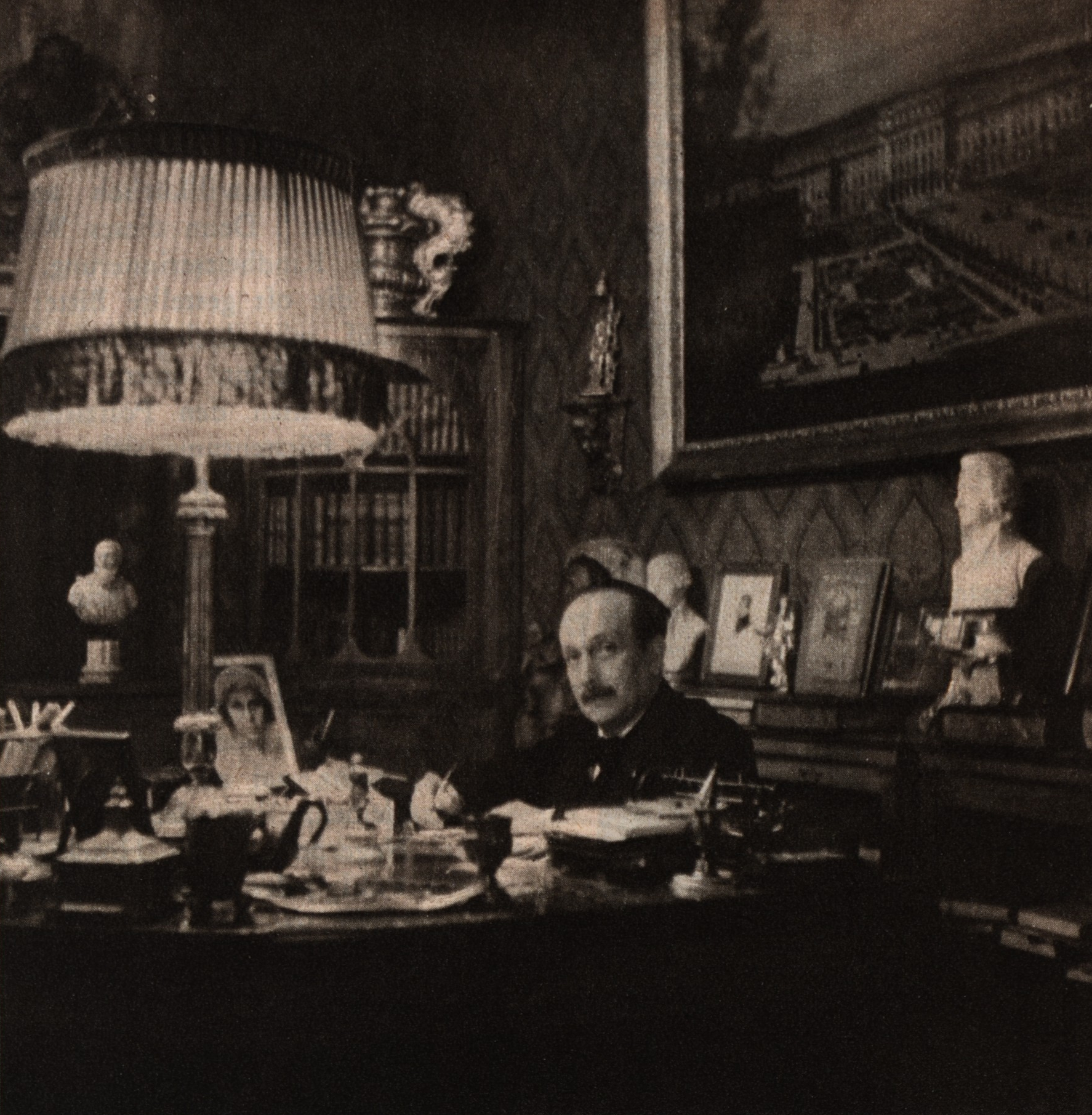
Felix Salten (vor 1934)
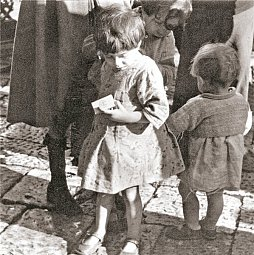
Reportagefoto
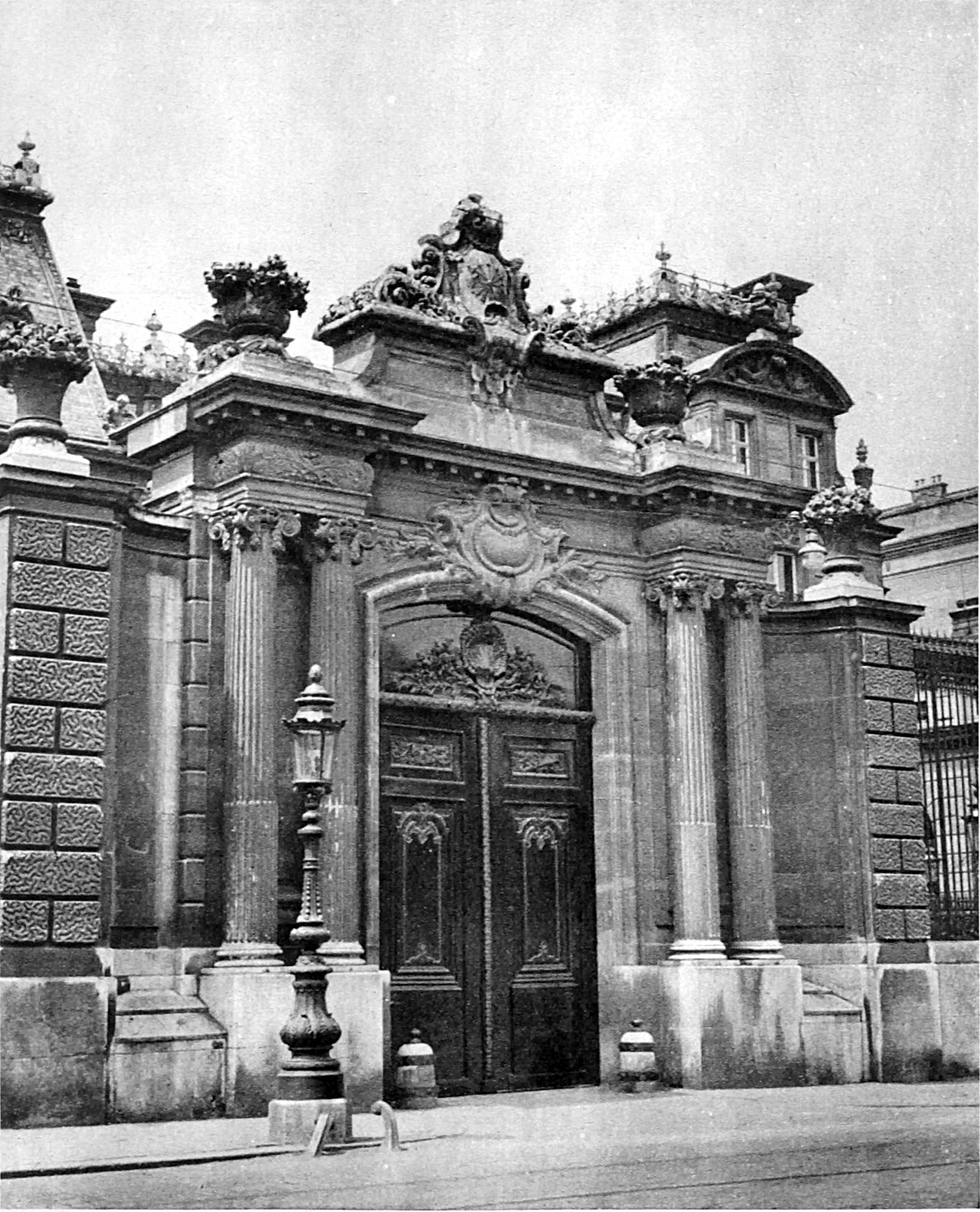
Palais Albert Rothschild (1931)
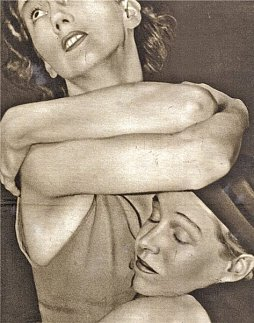
Ausdruckstänzer bei Trudi Schoop (1935)
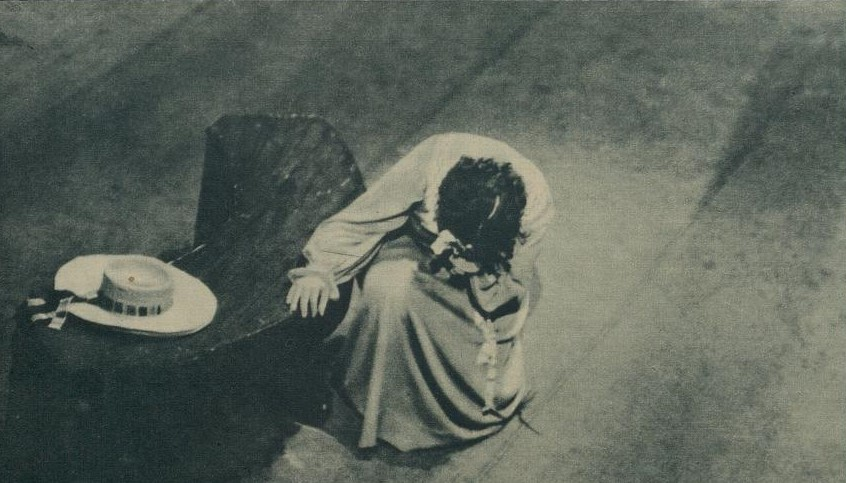
Lotte Lehmann als Tatjana
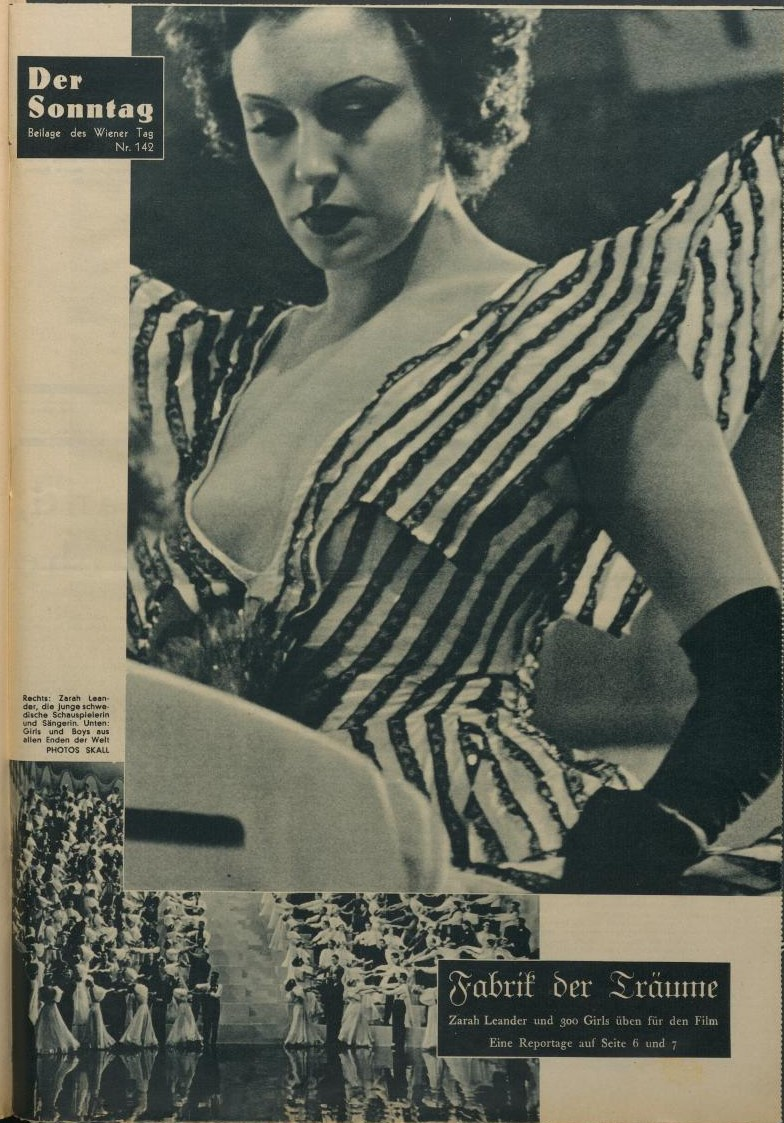
Reportage von den Aufnahmen zu Premiere im Wiener Tag (1936)